# Cărbune

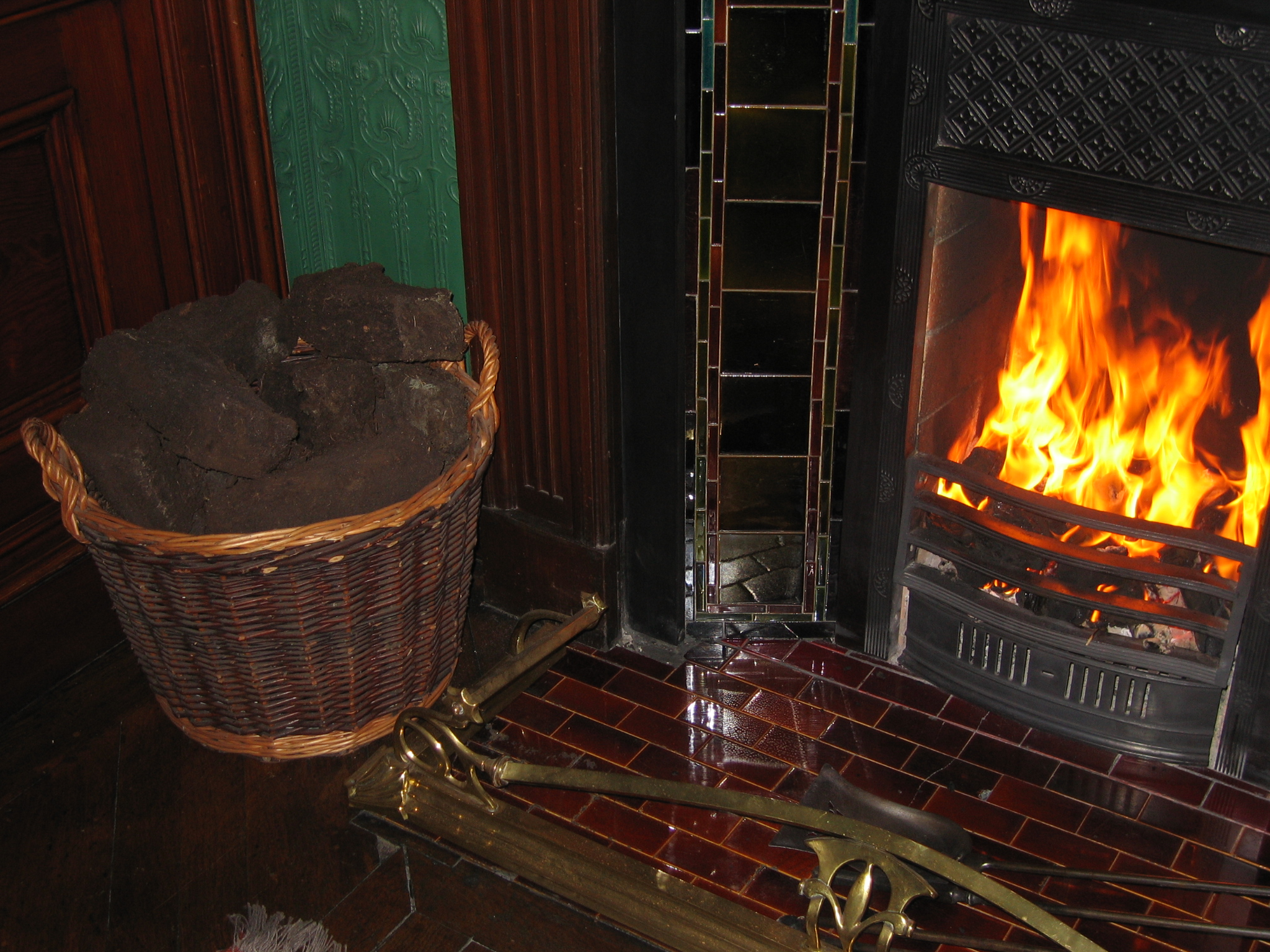
Cămin în care se arde turbă.

Cărbunele este o rocă sedimentară de culoare brun-neagră, cu proprietăți combustibile, formată prin carbonizarea (îmbogățirea în carbon, în condițiile lipsei oxigenului) resturilor unor plante din epocile geologice. Procesul de incarbonizare a plantelor preistorice s-a produs cu milioane de ani în urmă, prin două procese mai importante:
1. faza biochimică produsă de bacterii și ciuperci, care transformă celuloza și lignina din plante;
2. faza geochimică, faza propriu zisă de incarbonizare, care se produce la temperaturi și presiuni ridicate, formându-se într-un timp îndelungat huila și antracitul. Acest proces are ca rezultat o îmbogățire de peste 50 % din volum în carbon.

Datorită energiei termice ridicate degajate prin ardere, huila mai poartă numele de aurul negru.

Mină de cărbune deschisă în Garzweiler, Germania. Panoramă de înaltă rezoluție.

## Formare

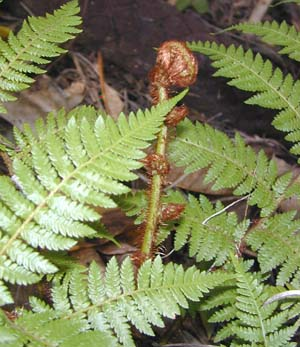
Ferigă.

Materia inițială de bază din care ia naștere cărbunele sunt resturi de plante fosile, care constau mai ales din feriga uriașă (Pteridopsida sau Polypodiopsida), care în urmă cu 400 de milioane de ani alcătuia adevărate păduri; azi, feriga are între 9.000 și 12.000 de varietăți.
După moartea lor, aceste plante se scufundau în mlaștină, unde fiind izolate de aerul atmosferic urmează o serie de procese anaerobe, în primele faze se formează turba.
Prin migrația mărilor aceste mlaștini au fost acoperite cu sedimente, creându-se temperaturi și presiuni ridicate, care intensifică procesele de încarbonizare, presiunea elimină apa din turbă, astfel, ia naștere cărbunele brun (Lignit).
Dacă aceste presiuni mari persistă mai departe, se continuă eliminarea apei din cărbunele brun, rezultând cărbunii cu cea mai mare putere calorifică, huila și, în final, antracitul care este în același timp și cărbunele cel mai vechi. La antracit, procentul de carbon ajunge la 90-96 %.
Zăcămintele de huilă s-au format cu circa 280-345 milioane de ani în urmă, constituind azi una dintre principalele resurse energetice ale globului. Cărbunele brun este un cărbune mai tânăr, formându-se în perioada terțiară în urmă cu 2,5 - 65 milioane de ani.

## Compoziție
În tehnică, compoziția cărbunilor se exprimă parțial în elemente chimice, carbon (C), hidrogen (H), azot (N), oxigen (O) și sulf (S), parțial în substanțe ca masa minerală (A - de: Asche, en: ash) și umiditatea (W - de: Wasser, en: water).
Compoziția se poate exprima ca:
- masă organică, care conține C, H, N, O și S din combinațiile organice;
- masă combustibilă (en: DAF – dry, ash free), care conține și S din combinațiile minerale (pirite), care arde și el, adică tot ce arde – ceea ce nu arde (masa minerală plus umiditatea) este balastul;
- masă anhidră, care conține și masa minerală, adică tot, mai puțin apa;
- masa uscată la aer (masa pentru analiză), care conține și umiditatea de constituție și cea higroscopică, compoziție folosită în determinările de laborator, fiind stabilă;
- masa inițială (en:raw), care conține și umiditatea de îmbibație, adică compoziția cărbunelui introdus în focare.

În timpul încălzirii, din cărbune se degajă gaze combustibile, numite materii volatile. Cu cât se degajă mai multe materii volatile, cu atât cărbunele se aprinde mai ușor.
Prin aprindere și ardere cărbunele degajă căldură. Cantitatea de căldură eliberată prin arderea completă a unui kilogram de combustibil (aici cărbune) constituie mărimea putere calorifică (sau căldura de ardere) a combustibilului, care în SI se exprimă în MJ/kg. În practică, utilă este puterea calorifică inferioară (Qi).

## Clasificarea cărbunilor din România
În România cărbunii se clasifică conform STAS.
| Clasa                     | Grupa                             | Caracteristici |
| ------------------------- | --------------------------------- | --- |
| Turbă (T)                 | -                                 | Culoare: galben deschis până la negru. Structură vegetală fibroasă pronunțată. |
| Cărbune brun (B)          | Cărbune brun pământos (BP)        | Culoare: brun închis. Aspect pământos amorf, sfărâmicios, fără structură vegetală. Se poate bricheta fără liant. Urmă brună.                                                                       |
| Cărbune brun (B)          | Cărbune brun lemnos (BL) Lignit   | Culoare: galben-brun până la negru. Aspect lemnos. Structură lemnoasă pronunțată. Exfoliere naturală. Spărtura lemnoasă conține uneori incluziuni cu aspect pământos sau negru lucios. Urmă brună. |
| Cărbune brun (B)          | Cărbune brun mat (BM)             | Culoare: brun negru. Eventuale urme de structură lemnoasă. Spărtura complet plană, uneori pământoasă. Urmă brună.                                                                                  |
| Cărbune brun (B)          | Cărbune brun cu luciu smolos (BS) | Culoare: negru brun până la negru. Structură compactă. Spărtură concoidală. Urma brun închis. |
| Cărbune brun huilos (B/H) | -                                 | Culoare închisă. Fâșii alternative lucioase, mate. Spărtură plană sau plan concoidală. Urmă neagră cu nuanță brună.                                                                                |
| Huilă (H)                 | Huilă cu flacără lungă (HL)       | Culoare: neagră. Fâșii alternative lucioase, mate. Spărtură plan concoidală. Urmă neagră cu nuanță brună.                                                                                          |
| Huilă (H)                 | Huilă de gaz (HG)                 | Stratificarea puțin clară, lucios. Spărtură plană sau concoidală. Urmă neagră cu nuanță brună. |
| Huilă (H)                 | Huilă grasă (HGr)                 | Culoare neagră. Luciu puternic. De cele mai multe ori sfărâmicios și prăfos. Urmă neagră. |
| Huilă (H)                 | Huilă de cocs (HC)                | Culoare neagră. Luciu puternic. De cele mai multe ori sfărâmicios și prăfos. Urmă neagră. |
| Huilă (H)                 | Huilă slabă degresantă (HS)       | Culoare neagră. Luciu puternic. De cele mai multe ori sfărâmicios și prăfos. Urmă neagră. |
| Huilă (H)                 | Huilă antracitoasă (HA)           | Culoare neagră. Luciu puternic. De cele mai multe ori sfărâmicios și prăfos. Urmă neagră. |
| Antracit (A)              | -                                 | Culoare neagră. Luciu metalic. De obicei sfărâmicios. Urmă neagră. |

Turba este cel mai tânăr cărbune, din Neogen, formându-se și astăzi. Conține 52-62 % carbon în masa combustibilă, iar prin încălzire degajă foarte multe materii volatile. În momentul extracției ea conține 75-80 % umiditate, ca urmare trebuie uscată, stare în care are o putere calorifică de 12-20 MJ/kg. Turba uscată și brichetată se folosește drept combustibil casnic. De asemenea, ea se poate folosi ca material filtrant sau ca îngrășământ.
Cărbunele brun este un cărbune mai vechi, din Paleogen. Conține 60-78 % carbon în masa combustibilă, iar prin încălzire degajă multe materii volatile. În momentul extracției conține 30-45 % umiditate. Are o putere calorifică de 6-18 MJ/kg (uzual 7-9 MJ/kg). Este mult folosit, în special lignitul, care se găsește în cantități mari, de exemplu în România în bazinul Olteniei, în scopuri energetice, fiind combustibilul clasic în termocentralele pe bază de cărbune.
Cărbunele brun huilos este un cărbune specific României, are aspect de huilă, însă putere calorifică sub 20 MJ/kg, ca urmare nu poate fi considerat huilă. Este folosit în scopuri energetice.

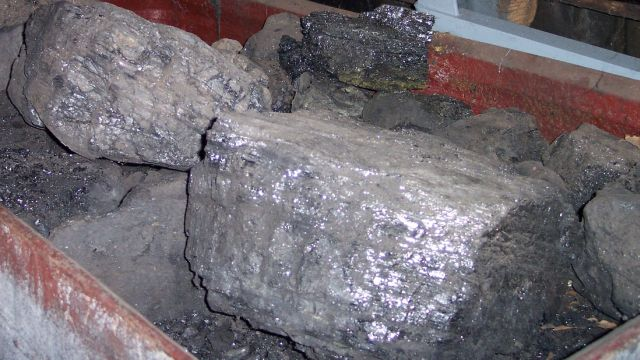
Huilă.

Huila este un cărbune vechi, datând din Cretacic și Jurasic. Conține 75-92 % carbon în masa combustibilă, iar prin încălzire degajă suficiente materii volatile pentru aprindere. În momentul extracției conține 1-5 % umiditate. Are o putere calorifică de 20-29 MJ/kg. Este cel mai prețios cărbune. Huilele cu flacără lungă (numele vine de la durata degajării volatilelor, care ard cu flacără vizibilă) și de gaz (numele vine tot de la cantitatea volatilelor) nu cocsifică, ca urmare se folosesc în scopuri energetice. Huila de cocs și parțial cea grasă (în amestec cu cea de cocs) cocsifică, ca urmare este folosită la producerea cocsului, valorificare mult mai valoroasă decât prin ardere. Huilele slabă și antracitoasă au puține volatile, sunt greu de ars.
Antracitul este cel mai vechi cărbune, datând din Jurasic. Conține 92-98 % carbon în masa combustibilă, dar aproape deloc materii volatile, ceea ce îl face foarte dificil de aprins. Aprinderea trebuie făcută cu un combustibil de suport, care să-l aducă la temperatura de 800 °C, temperatura de aprindere a carbonului. În momentul extracției conține 3-12 % umiditate. Are o putere calorifică de 20-25 MJ/kg. Datorită aprinderii dificile este puțin folosit în energetică, fiind folosit în industria chimică la producerea electrozilor.
În concluzie, cărbunele se folosește:
- Drept combustibil, atât casnic, cât și în producerea de curent electric produs cu ajutorul turbinelor din termocentrale. Prin ardere cărbunele eliberează căldură și produce gaze de ardere ca dioxid de carbon, dioxid de sulf și vapori de apă. În anul 2003, 24,4 % din energia primară produsă pe glob și 40,1 % din energia electrică era produsă pe bază de cărbune, cu ponderea însemnată a huilei și lignitului. Termocentralele moderne au redus substanțial emisiile de gaze nocive rezultate din arderea cărbunilor.

- Ca materie primă în industria chimică și în metalurgie. O importanță mare o prezintă cocsul, care este folosit drept combustibil în încălzire (înlocuitor al gazelor naturale) și de asemenea ca reducător al minereurilor feroase în furnale.

## Rezervele de cărbuni
Rezervele de cărbuni pe glob estimate, în anul 2004, au fost de 783,1 miliarde de tone, din care: 27 % aparține SUA, 16 % Rusiei, 12 % Chinei, 12 % Indiei, 7 % Uniunii Europene și 7 % Australiei. 
Aceste rezerve, dacă se continuă folosirea cărbunilor în același ritm ca în anul 2003 (3,8 miliarde de tone), ar acoperi necesarul globului pe o perioadă de 203 ani. Rezervele de cărbune ale României, aflate în evidența națională la începutul lui 2007, sunt următoarele: 721 mil. tone de huilă; 65 mil. tone de cărbune brun; 3.400 mil. tone de lignit.

## Date privind exploatarea cărbunilor
În anul 2011, cel mai ridicat consum de cărbune s-a înregistrat în China - 1,839 miliarde tone echivalent petrol (tep), SUA - 501,9 milioane tep și India - 295,6 milioane tep.
În Uniunea Europeană, consumul a fost de 285,9 milioane tep și a reprezentat 7,7% din consumul mondial.
| Exploatare exprimată în mii de tone |                |         |           |           |         |         |
| Ordine                              | Țara           | 1970    | 1980      | 1990      | 2000    | 2004    |
| 1.                                  | Germania       | 406.034 | 387.930   | 356.524   | 167.724 | 181.926 |
| 2.                                  | SUA            | 5.963   | 42.300    | 82.608    | 77.620  | 75.750  |
| 3.                                  | Grecia         | 8.703   | 23.207    | 49.909    | 63.948  | 71.237  |
| 4.                                  | Rusia          | 128.100 | 141.500   | 138.500   | 86.200  | 70.300  |
| 5.                                  | Australia      | 25.648  | 32.895    | 47.725    | 67.363  | 66.343  |
| 6.                                  | Polonia        | 36.118  | 36.866    | 67.584    | 59.505  | 61.198  |
| 7.                                  | China          | 16.960  | 26.288    | 44.520    | 42.774  | 50.000  |
| 8.                                  | Cehia          | 84.894  | 90.145    | 80.205    | 51.063  | 48.290  |
| 9.                                  | Turcia         | 4.400   | 16.967    | 46.892    | 61.315  | 43.754  |
| 10.                                 | Serbia         | 18.341  | 27.921    | 45.376    | 34.037  | 35.620  |
| 11.                                 | India          | 3.908   | 4.548     | 14.110    | 22.947  | 30.341  |
| 12.                                 | România        | 15.575  | 28.128    | 34.897    | 26.882  | 28.648  |
| 13.                                 | Bulgaria       | 31.806  | 29.946    | 31.532    | 26.183  | 26.455  |
| 14.                                 | Tailanda       | 441     | 1.427     | 12.421    | 17.714  | 20.060  |
| 15.                                 | Ungaria        | 26.102  | 22.636    | 15.842    | 13.532  | 12.730  |
| 16.                                 | Canada         | 3.919   | 5.971     | 9.407     | 11.190  | 11.600  |
| 17.                                 | Bosnia         | 7.340   | 11.174    | 18.160    | 7.441   | 9.000   |
| 18.                                 | Macedonia      | 4.940   | 7.519     | 6.640     | 7.516   | 8.500   |
| 19.                                 | Spania         | 3.121   | 15.390    | 20.870    | 8.524   | 8.147   |
| 20.                                 | Coreea de Nord | 5.700   | 10.000    | 12.500    | 6.500   | 6.500   |
| ...                                 | ...            | ...     | ...       | ...       | ...     | ...     |
| ...                                 | Austria        | 4.045   | 2.865     | 2.448     | 1.255   | 235     |
| ...                                 | Lume           | 869.626 | 1.080.335 | 1.153.970 | 877.417 | 915.789 |

Sursă: United States Geological Survey

## Reducerea oxizilor metalici
Cărbunele poate reacționa cu oxizii metalici formând monoxid de carbon (uneori și dioxid de carbon) și metalul din oxid (uneori și carburi metalice) prin reacția carbotermică sau Bouduard.

## Valorificare indirectă
Cărbunele poate fi valorificat indirect prin transformarea lui în cocs sau gaz de sinteză sau în carbochimie. Gazul de sinteză poate fi la rândul său utilizat în scop energetic în cicluri termodinamice sau, în urma unor procese suplimentare de extragere a hidrogenului, acesta să fie folosit drept combustibil în instalații cu pile de combustie.
S-a studiat și varianta oxidării electrochimice directe pentru producerea electricității.